# Thông Biện
Quốc sư Thông Biện (通辯; ? – 1134), hay Trí Không thiền sư, là một thiền sư nổi danh trong lịch sử Phật giáo Việt Nam. Sư được xem là đời thứ 8 của dòng Vô Ngôn Thông và hành trạng được ghi chép lại trong bộ Thiền uyển tập anh (禪苑集英)
Sư nguyên người hương Đan Phượng, vốn họ Ngô, thuộc dòng dõi Phật tử, bản tính thông tuệ, học thông tam giáo. Lúc đầu Sư tham vấn thiền học, đắc pháp với thiền sư Viên Chiếu ở chùa Cát Tường. Sau đó có chiếu chỉ triệu về kinh đô Thăng Long trụ trì chùa Khai Quốc, bấy giờ Sư tự xưng hiệu là Trí Không. Mùa xuân năm Hội Phong thứ 5 (1096), ngày rằm tháng hai, Phù Thánh Cảm Linh Nhân Hoàng Thái Hậu đến chùa thiết lễ trai tăng. Trong lúc đàm đạo với các bậc túc tăng kỳ lão, Thái hậu hỏi Sư Thền tông và được Sư giải thích rất rành rẽ. Do đó, Thái hậu đã rất hoan hỉ lễ bái phong Sư chức Tăng lục, ban tử y cà sa và phong hiệu là Thông Biện đại sư cùng trọng thưởng rất hậu. Bởi kính trọng Sư, Thái hậu thường triệu thỉnh vào nội và lễ bái phong làm Quốc sư, đồng thời cho khởi công xây dựng thêm 100 ngôi chùa mới.
Lúc tuổi cao, Sư về trụ chùa Phổ Minh ở Từ Liêm, mở đàn thuyết pháp. Sư dạy người tu thường lấy kinh Pháp Hoa làm dụng. Thế nên dân gian thường gọi Sư là Ngô Pháp Hoa.
Ngày rằm tháng 2 năm Giáp Dần, nhằm niên hiệu Thiên Chương Bảo Tự thứ 2 (1134), đời Lý Thần Tông, Sư cho hay có bệnh rồi tịch.